# 트럼펫
트럼펫(trumpet, 문화어: 트롬페트)은 트롬본과 더불어서 금관 악기 중에 가장 많이 쓰이는 악기로, 가장 높은 음을 낸다. 가장 흔히 쓰는 트럼펫은 내림 나 조의 이조 악기이다. 또한 원조대로 연주가가능한 다조 악기도 꽤 많이 쓰인다. 

## 특징
가장 넓은 뜻으로는 모든 금관 악기를 트럼펫이라고 총칭하는 경우도 있어 그 종류는 대단히 많으나, 오늘날 오케스트라에 쓰이는 트럼펫이라 하는 경우는, 특수한 경우를 제외하고 음높이를 변화시키기 위해서 밸브(valve)를 가진 밸브 트럼펫을 말한다. 이 악기는 마우스피스(mouthpiece), 취구관(吹口管), 주관(主管), 밸브, 벨(bell)의 5개의 금속제(일반적으로 놋쇠) 부분으로 되어 있다. 금관악기에서는 목관 악기와 같이 발음체로서의 리드가 없으며, 위·아래의 두 입술 자체가 겹서(double reed)의 역할을 한다. 그런 뜻에서 연주자의 입술은 악기의 가장 중요한 부분이다. 금관악기의 마우스피스는 이 입술의 역할을 도와 관의 본체로 진동을 전하는 부분이다. 그 기본적인 구조는 입술에 직접 대는 캡(cap)과 취구관(吹口管)으로 연결되는 스로트(throat)로 되어 있다. 트럼펫을 포함하여 금관악기는 관의 길이가 일정하기 때문에 취주할 수 있는 음넓이는 자연배음렬(自然倍音列)에 속해 있는 것에 한정된다. 즉 입술을 세게 죄고 숨을 세게 불어넣음으로써 상위의 배음이 나게 된다. 그러므로 1개의 관으로는 반음계는 물론 옥타브 중의 모든 원음(幹音)도 연주할 수 없으므로, 이런 점을 해결하기 위하여 밸브로 관의 실질적 길이를 변화시키는 방법이 오늘날 쓰이고 있다. 여기에는 피스톤식과 로터리식의 2가지가 있는데, 현재 보급되고 있는 것은 피스톤 식으로서 3개의 피스톤을 가지고 있다. 이 3개의 피스톤의 조작으로 약간의 차이는 있으나 실용할 수 있는 반음계가 가능하다. 현재의 트럼펫은 밸브 외에 슬라이드(slide)라 불리는 발차관(拔差管)이 관의 중간에 장비되어 우회로(迂廻路)의 역할을 하며, 기본음률을 낮게 할 수 있는 것도 많다. 관 전체는 타원형으로 한 바퀴 감겨 있고 벨은 직경 12-14cm로 되어 있다. 금관 악기는 그 관의 길이에 따라 긴 관과 짧은 관의 두 가지 종류로 구분된다. 어떤 일정한 길이의 긴관은 그 절반길이의 짧은 관보다 동일 음을 연주하였을 때는 배음의 관계로 보다 아름답고 풍부한 음이 나온다. 그러나 짧은 관은 긴 관보다 높은 음의 취주(吹奏)가 쉽고 운동성도 낮다. 트럼펫의 밸브는 부는쪽에서부터 1, 2, 3으로 지정된다. 내림 나조의 트럼펫인 경우에는 1번 밸브를 누를 경우 한음이 내려가게 되고 2번 밸브를 누를 경우 반음, 3번 밸브를 누를 경우 한음 하고 반음이 내려가게 된다. 알기 쉽게 보자면 1번 밸브는 2번 밸브의 두배나 되는 길이이며, 3번 밸브는 2번 밸브의 세 배 길이다. 

## 역사와 소리
19세기까지 근대 유럽의 트럼펫은 긴 관이었으나, 19세기 후반부터 급속한 음형에 대한 적응이 요구됨에 따라 긴관 트럼펫은 쇠퇴하고, 당시 유행하고 있던 단음의 호른족(族) 악기인 코넷을 모델로 한 짧은 관이 채용되었다. 현재의 트럼펫은 짧은 관이며, 음빛깔 역시 긴관에 뒤떨어진다. 현재 일반적으로 사용되는 관은 내림나조(調)와 다조로서 음넓이는 기보음으로 모두 다1음에서 라3음 정도이며, 보다 높은 음역도 관(拔差管)에 의하여 가조로, 다조는 같은 방법에 의해서 내림나조로 바꿀 수가 있다. 이 밖에 현재 쓰이고 있는 트럼펫에는 작은트럼펫이 있다. 이것은 본래 바로크 시대의 J. S. 바흐 등의 작품을 연주하는 데 필요한 높은음 넓이를 보다 쉽게 취주하기 위하여 19세기 말에 만들어진 소형의 짧은관 밸브 트럼펫으로서, 바흐 트럼펫이라고도 한다. 라조 또는 내림마조가 보통이며, 기보음은 표준과 같으나 실음은 장2도 또는 단3도 높아진다. 보다 높은 실음넓이(實音域)를 갖는 것도 있지만, 일반적으로는 아니다. 오늘날 작은 트럼펫은 J. S. 바흐 시대의 음악을 연주하는 것만이 아니라 새로운 작품에도 채용

## 같이 보기
- 분류:트럼펫 곡
- 윈드 컨트롤러